# Niebezpieczeństwo (film)
Niebezpieczeństwo lub Anioły zemsty, ludzie cienie (ang. The Dangerous lub Divine Wind) – amerykański film sensacyjny, wyreżyserowany w roku 1994 przez debiutantkę Marię Dantę oraz Roda Hewitta (także twórcę scenariusza). Zdjęcia kręcono w Nowym Orleanie.
Bohaterami filmu jest rodzeństwo – brat i siostra, wojownicy ninja – które mści się za śmierć siostry na dealerach narkotyków.

## Obsada
- Robert Davi jako Billy Davalos
- Michael Paré jako Random
- John Savage jako Emile Lautrec
- Joel Grey jako Flea
- Elliott Gould jako Levine
- Cary-Hiroyuki Tagawa jako Kon
- Paula Barbieri jako Paula
- Juan Fernández jako Tito
- Saemi Nakamura jako Akiko
- June Saruwatari jako Midari
- Marco St. John jako Polk
- Eliott Keener jako Stankowski
- Takayo Fischer jako Mrs. Seki
- Monte Bain jako Pulaski
- Fred Lewis jako Moss
- Mario Opinato jako Vittorio
- Ron Jeremy jako dyrektor
- Sven-Ole Thorsen jako Sven